# Театр-музей Дали

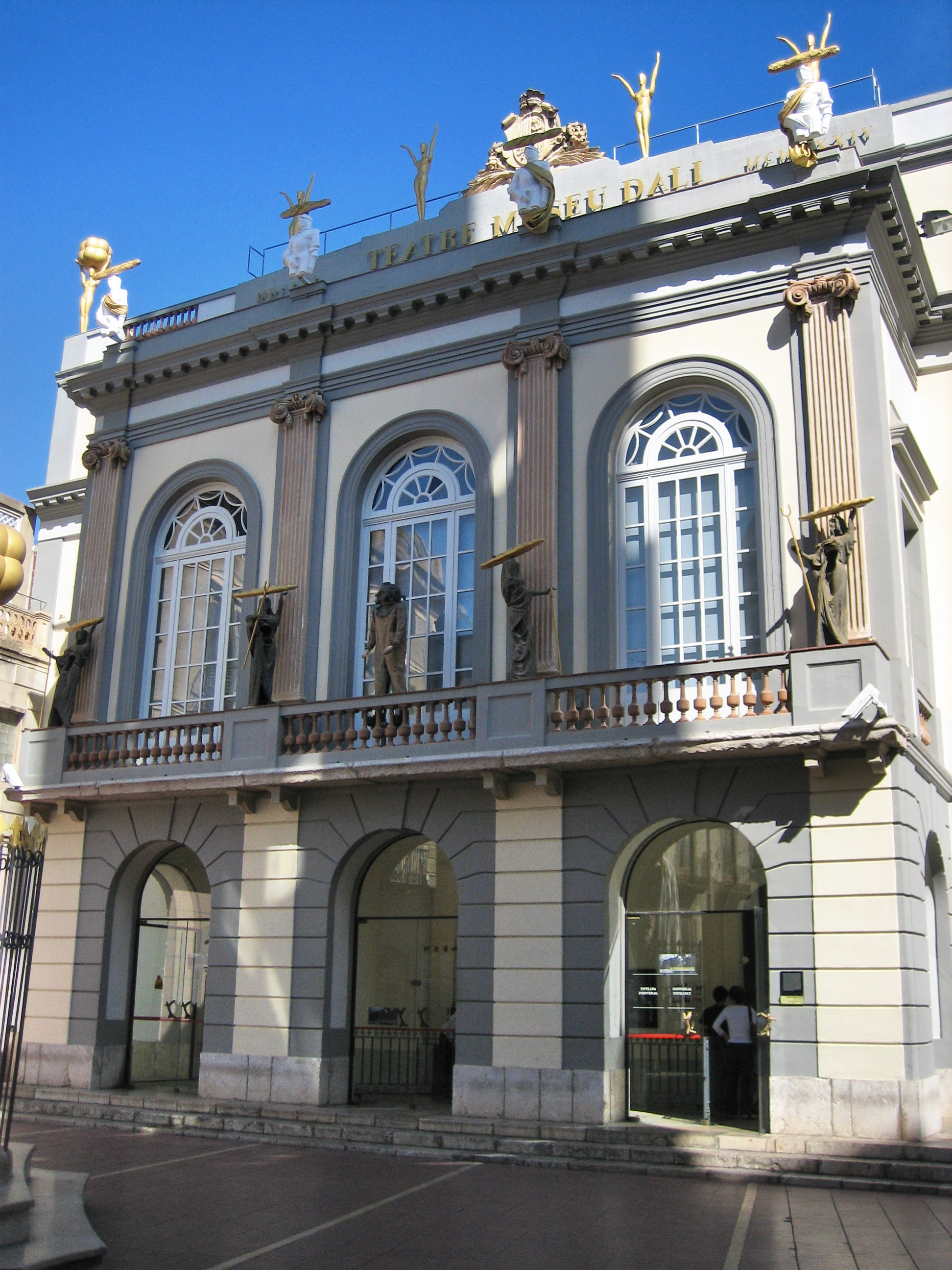
Вход в музей Дали

Театр-музей Дали — музей художника-сюрреалиста Сальвадора Дали, расположенный в городе Фигерасе, в Каталонии.

## История создания
Официальное открытие музея состоялось 28 сентября 1974 года.
Центр музейного комплекса составляет здание старого городского театра, где в 1918 году в возрасте 14 лет Дали впервые выставил свои работы на коллективной выставке вместе с Жозепом Бонатеррой Грасом и Жозепом Монтурьолем Пучем. Как-то летним вечером Дали обратил внимание на щербатую кирпичную кладку театра. В сопровождении художника Жоакима Бека де Кареды он осмотрел руины, конструкция постройки его поразила, он предложил это место для музыкальных спектаклей. Его предложение не встретило отклика, к тому времени от здания, построенного в 1849 году архитектором Жозепом Рока-и-Бросом, оставались одни развалины, шаткий обгорелый скелет. Гражданская война 1936 года положила конец его былой славе, в феврале 1939 года он был подожжен солдатами национальной гвардии.
Поворотный момент наступил в мае 1961 года, когда Дали рассказал Рамону Гуардьоле, мэру Фигераса, и Мелито Казальсу, своему доверенному фотографу, о намерении построить здесь необычный музей. Несмотря на рвение гениального художника, ему пришлось ждать целое десятилетие, пока его мечта не начала воплощаться в жизнь. Причиной подобной задержки была нескончаемая тяжба между Мэрией Фигероса и Главным управлением изящных искусств, не желавшим финансировать проект. Недоверие Мадрида было вызвано концепцией музея, которую отстаивал создатель: Дали не собирался выставлять ни одной оригинальной картины, только репродукции. «Музей никого не разочарует,- настаивал художник.- У фотографий есть одно преимущество: они лучше оригинальных работ. Люди ещё успеют разочароваться, когда увидят оригиналы». В конце концов Дали пришлось уступить, и он согласился передать музею оригиналы картин. 13 октября 1970 года, после того, как конфликт был улажен, начались работы по реконструкции здания театра.
Силуэт Театра-Музея стал символом международного поп-арта. Его геодезический купол не спутать ни с чем, строительство крыши над сценой музея было поручено Эмилио Пересу Пиньейро и начались в январе 1973 года. Для этого архитектор использовал конструкцию из стекла и стали, вдохновившись работами американского дизайнера Ричерда Фуллера.
В течение 1984 года стены здания постепенно покрылись буханками крестьянского хлеба. Ритмическим повторением хлебов дом должен был вызывать эффект, аналогичный особняку с раковинами Касса де Лас Кончас в Саламанке или итальянскому Палаццо Диаманти. Этот прием, уже опробованный Дали в середине 50-х годов на доме в Кадакесе, отражал преклонение художника перед хлебом. «Хлеб стал одним из давних предметов фетишизма и навязчивых идей в моих произведениях, это номер один, которому я был более всего верен». Для завершения оформления экстерьера художник отобрал несколько гигантских яиц, похожих на те, что украшают дом Порт-Льигате. Выбор был вполне закономерным: Дали использовал яйца во многих своих картинах, перформансах, акциях и скульптурах. Помимо того, что яйца символизируют пищу, ампурданские яйца, особенно желтые, славятся своим качеством и ценятся на рынках гораздо дороже, чем другие.
12 октября 1983 года к театру был присоединен соседний дом Горгот, в ансамбль входила башня «сейчас известная как башня Галатея» и часть средневековых стен города. Позднее башня Галетея стала последней резиденцией художника. Согласно распоряжению художника, он был погребен здесь со всеми почестями 25 января 1989 года. Предсмертное желание гения — слиться с этим скроенным по собственным меркам музеем было полностью в его характере. После смерти художника фонд «Гала-Сальвадор Дали» приобрел здание, примыкающее к башне Галатея. Постройка была переоборудована в музейный зал, в котором с 2001 года хранится ювелирная коллекция, придуманная Дали для Оуэна Читхема. Произведения из жемчуга, рубинов, сапфиров, золота и бриллиантов достойно венчает донкихотскую затею, мысль о которой в один летний вечер посетила Дали, пока он созерцал, как отражение колокольни Св. Петра постепенно исчезало в высыхающей луже.
«Я хочу, чтобы мой музей был единым блоком, лабиринтом, огромным сюрреалистическим предметом. Это будет абсолютно театральный музей. Приходящие сюда будут уходить с ощущением, будто им привиделся театральный сон».

## Коллекция
В музее находится самая крупная и разнообразная коллекция произведений великого сюрреалиста, основу которой составляет его собственная коллекция. Посетители могут увидеть «Призрак сексуальной привлекательности» (1932), «Портрет Гала с двумя ребрышками ягненка, балансирующими на её плече» (1933), «Корзинка с хлебом» (1945), «Галатея со сферами» (1952) и многие другие произведения автора. Помимо картин в музее экспонируются скульптуры, трёхмерные коллажи, комната с лицом Мэй Уэст (между 1934 и 1935 годом художник превратил лицо американской актрисы с отретушированной фотографии в жилую комнату, в своем замысле художник пошел дальше обычного: он соорудил комнату-лицо в трех измерениях, потрясающая комбинация из гигантских париков, пуантилистских картин, ноздрей с горящими дровами и дивана-губ) и другие весьма необычные произведения великого каталонца. В музее Дали представлены также некоторые работы других художников из собрания Дали, начиная от Эль Греко и заканчивая Марселем Дюшанем, и работы друзей Дали: Антони Пичота и Эвариста Вальеса. В музее экспонируются две работы Вильяма Бугро — «Купальщица»,1870 и «После ванны» («Apres le Bain»), 1875.

## Склеп

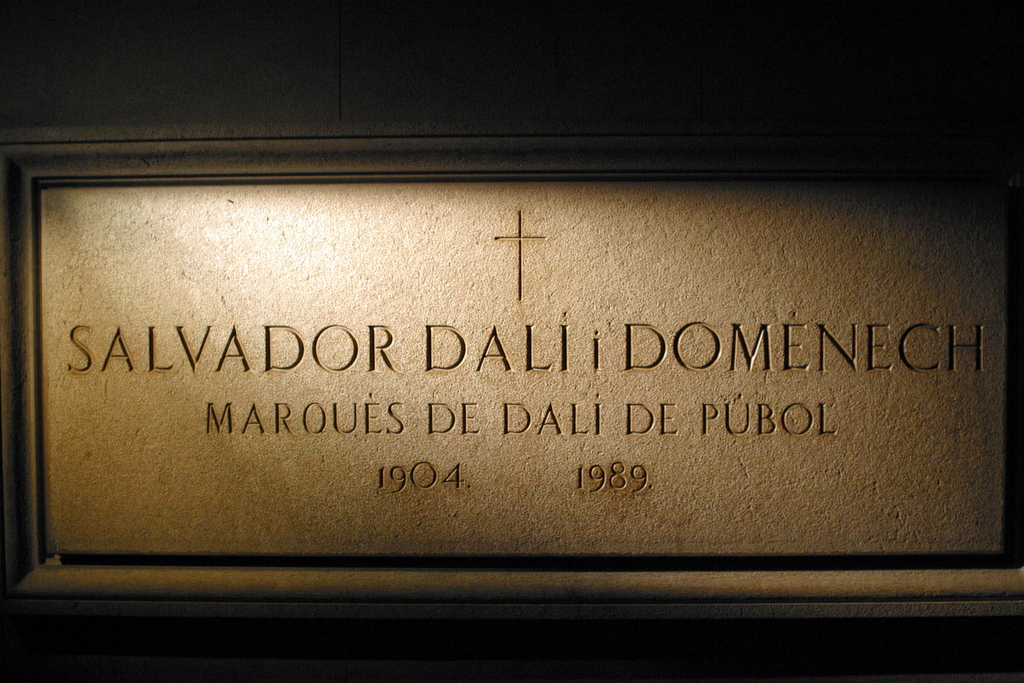
Склеп Сальвадора Дали.

Забальзамированное тело Сальвадора Дали покоится в склепе под куполом по пожеланию самого художника.  Верхняя часть склепа увенчана надгробной плитой из белого мрамора, вмонтированной в пол зала, расположенного под стеклянным куполом. Многие посетители, прохаживаясь по плите, не подозревают, что под ней находится тело Дали.